# Locomotive SFAI 301-311
Le locomotive 301 ÷ 311 delle Strade Ferrate dell'Alta Italia erano un gruppo di locomotive a vapore derivato dalla trasformazione di alcune macchine della serie 31 ÷ 80.
Le macchine, costruite da Stephenson nel 1857-1858 con rodiggio 1-1-1, vennero modificate con il montaggio di un nuovo forno, per l'alimentazione a litantrace. Contemporaneamente il rodiggio venne modificato in 1-2-0, per aumentare la forza di trazione.
Inizialmente (dal 1877 al 1882) furono trasformate 6 macchine, numerate da 292 a 297; successivamente (1884-1885) furono realizzate altre 5 macchine (4 da trasformazione e 1 costruita ex novo), riclassificando l'intero gruppo come 301 ÷ 311.
Nel 1885, con la creazione delle grandi reti nazionali, le macchine vennero inglobate nel parco della Rete Adriatica, che le classificò nel gruppo 110 con i numeri 1101 ÷ 1111; furono tutte demolite prima del 1905, non pervenendo così alle Ferrovie dello Stato.